# 皮科塔省
皮科塔省（西班牙語：Provincia de Picota），是秘魯的省份，位於該國中北部聖馬丁大區，首府是皮科塔，始建於1984年11月29日，面積2,171平方公里，2007年人37,721，人口密度為每平方公里17.37人。
6°55′02″S 76°20′01″W / 6.917273°S 76.333477°W